# مایکل ناتینگهام
مایکل ناتینگهام (انگلیسی: Michael Nottingham؛ زادهٔ ۱۴ آوریل ۱۹۸۹ بازیکن فوتبال اهل بریتانیا است.
از باشگاه‌هایی که در آن بازی کرده‌است می‌توان به باشگاه فوتبال ردیچ یونایتد، باشگاه فوتبال سالفورد سیتی، باشگاه فوتبال سولیهال مورس، باشگاه فوتبال کرو آلکساندرا، باشگاه فوتبال آکرینگتون استنلی، باشگاه فوتبال بلکپول، و باشگاه فوتبال گرزلی اشاره کرد.
وی همچنین در تیم ملی فوتبال سنت کیتس و نویس بازی کرده‌است.